# Boxe aux Jeux méditerranéens de 1975
Navigation
Édition précédente Édition suivante
Les compétitions de boxe anglaise de la 7e édition des Jeux méditerranéens se sont déroulées du 26 août au 6 septembre 1975 à Alger, Algérie.

## Résultats

### Podiums
| Catégories                    | Or                | Argent              | Bronze                                    |
| Poids mi-mouches (-48 kg)     | Dacal Rodríguez   | Ahmed Saïd          | Mbarek Zarrogui Labib Kheer               |
| Poids mouches (-51 kg)        | Askri Ahmed       | Arturo Menciasi     | Mahieddine Battache Andreas Strembelias   |
| Poids coqs (-54 kg)           | Adem Asanovic     | Mohamed Alik        | Romano Mugnai Abdelnabi el-Sayed Mahran   |
| Poids plumes (-57 kg)         | Hocine Nini       | Bernardo Ciaramella | Nizar Eraj Mohamed Salah Amin             |
| Poids légers (-60 kg)         | Bechir Jilassi    | Mihrican Turcinovic | Angelo Provenzano Rashad Abdelgaffar Zaki |
| Poids super-légers (-63,5 kg) | Miljenko Rubelj   | Jose Canet Gomez    | Mahmoud Rafaa Georgios Agrimavakis        |
| Poids welters (-67 kg)        | Luigi Minchillo   | Zivorad Jelisijevic | el-Brehs Athanasios Iliadis               |
| Poids super-welters (-71 kg)  | Matteo Salvemini  | Ali Gueschni        | Lehman Svetomir Belic                     |
| Poids moyens (-75 kg)         | Mohamed Missouri  | Khalil Ali Khalti   | Ahmed Zarkati Mohamed Zahara              |
| Poids mi-lourds (-81 kg)      | Amine Ghonem      | Mohamed Saoud       | Sante Bucari Ayek                         |
| Poids lourds (+81 kg)         | Rinaldo Pelizzari | Abdellatif Fatihi   | Ibrahim Talaat Mohamed Galoul             |

### Tableau des médailles
| Place | Pays             | Médaille d'or | Médaille d'argent | Médaille de bronze | Total |
| ----- | ---------------- | ------------- | ----------------- | ------------------ | ----- |
| 1     | Italie           | 3             | 2                 | 3                  | 8     |
| 2     | Algérie          | 2             | 3                 | 2                  | 7     |
| 3     | Yougoslavie      | 2             | 2                 | 1                  | 5     |
| 4     | Égypte           | 2             | 1                 | 7                  | 10    |
| 5     | Espagne          | 1             | 1                 | 0                  | 2     |
| 6     | Tunisie          | 1             | 0                 | 0                  | 1     |
| 7     | Maroc            | 0             | 2                 | 2                  | 4     |
| 8     | Syrie            | 0             | 0                 | 4                  | 4     |
| 9     | Grèce            | 0             | 0                 | 3                  | 3     |
| Total | 9 pays médaillés | 11            | 11                | 22                 | 44    |

## Source
- Ouvrage des 7émes jeux méditerranéens, 460 pages(boxe)  pages 194, 195 ,196 , 197 , 198 , 199,200, 201, 202 , 203, 204, 205 , 206,207 ,208,209 et  428 .